# Karoline Otte

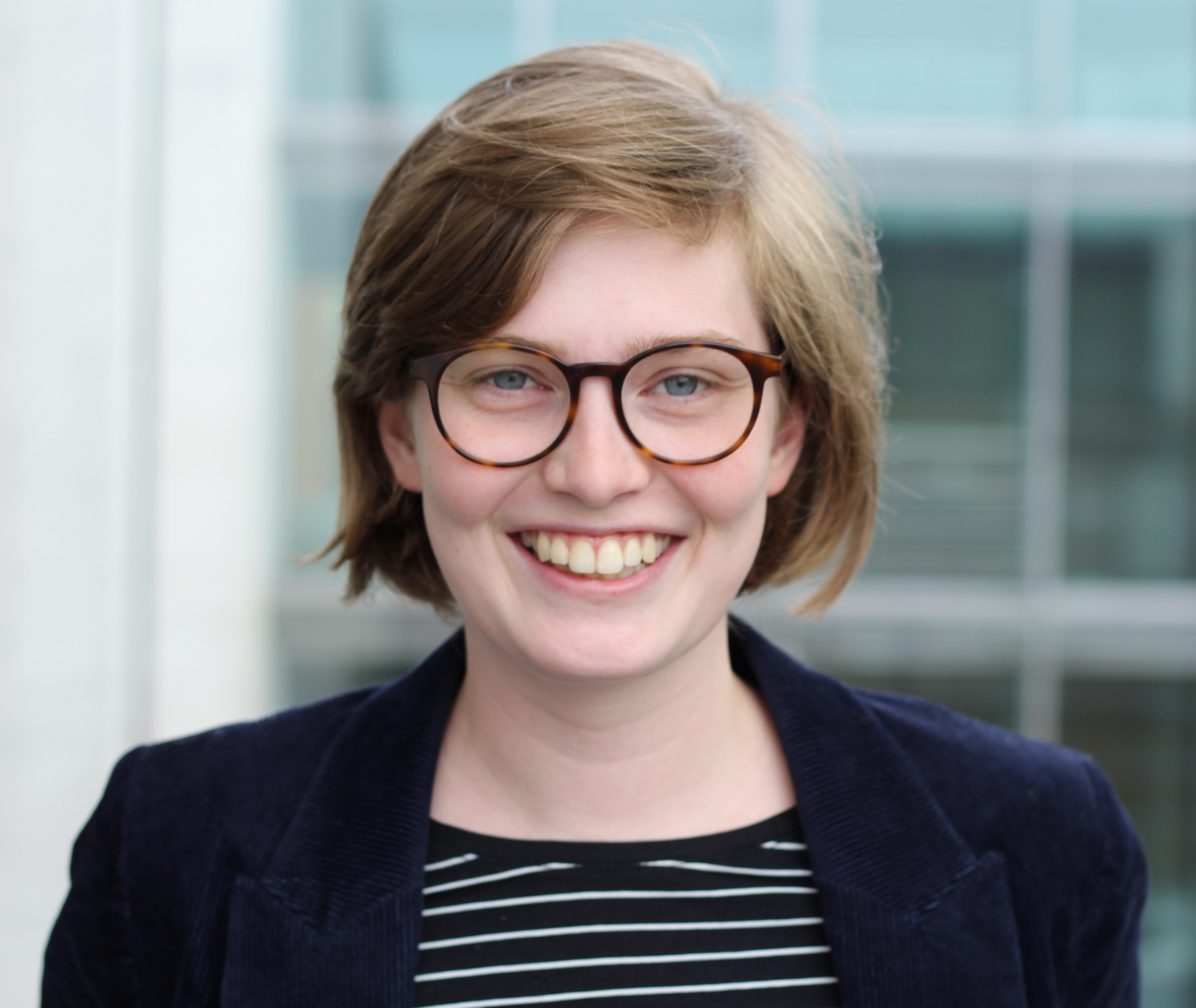
Karoline Otte, 2022

Karoline Otte (* 11. September 1996 in Göttingen) ist eine deutsche Politikerin (Bündnis 90/Die Grünen) und seit 2021 Mitglied des Deutschen Bundestages.

## Biographie
Otte wuchs in der Gemeinde Nörten-Hardenberg auf. Ihre Mutter Heike Müller-Otte (parteilos) ist seit 2014 Bürgermeisterin von Moringen. Während des vorangegangenen Wahlkampfs ging Karoline Otte in San Antonio (Texas) zur Schule und betreute von dort aus die Wahlkampfwebsite ihrer Mutter.
Im Jahr 2016 legte Otte das Abitur am Gymnasium Corvinianum ab. 2019 schloss sie ein duales Studium der Verwaltungsbetriebswirtschaft bei der Kommunalen Hochschule für Verwaltung in Niedersachsen und beim Landkreis Göttingen ab. Zwischen 2019 und 2021 arbeitete sie beim Landkreis Göttingen in der Personalabteilung und in der Bauaufsicht als Kreisinspektorin.
Karoline Otte ist evangelisch-lutherisch, wohnt in Moringen, ist verheiratet und hat zwei Kinder.

## Politische Tätigkeiten
Im Jahr 2010 trat Otte der Partei Bündnis 90/Die Grünen und der Grünen Jugend bei, 2015 wurde sie in den Kreisvorstand des Grünen Kreisverbandes Northeim/Einbeck gewählt. Bei den Kommunalwahlen in Niedersachsen 2016 zog sie in den Kreistag Northeim ein und war dort bis 2021 stellvertretende Fraktionsvorsitzende. Inhaltlich beschäftigte sie sich im Kreistag mit Schul- und Sportpolitik, Jugendhilfe, Finanzen, Sozialpolitik und Klimaschutz.
Seit 2018 sitzt Otte im Parteirat der Grünen Niedersachsen.
Bei der Bundestagswahl 2021 kandidierte Otte auf Platz 9 der niedersächsischen Landesliste direkt für den Bundestagswahlkreis Goslar – Northeim – Osterode (Wahlkreis 52). Unterstützt wurde sie dabei mit einem Votum der Grüne Jugend Niedersachsen. Sie zog über die niedersächsische Landesliste der Grünen in den Deutschen Bundestag ein.
Bei der Bundestagswahl 2025 kandidierte Otte auf Platz 7 der niedersächsischen Landesliste wieder direkt für den Wahlkreis 52 und zog abermals in den Deutschen Bundestag ein.
Im Bundestag ist Otte Mitglied im Ausschuss für Wohnen, Stadtentwicklung, Bauwesen und Kommunen, in dem sie als Berichterstatterin der Fraktion das Thema „Kommunales“ betreut. Außerdem ist sie Mitglied im Ausschuss für wirtschaftliche Zusammenarbeit und Entwicklung.
Otte ist Mitglied bei ver.di und bei der Lagergemeinschaft Gedenkstätte KZ Moringen e.V. Außerdem ist sie Schatzmeisterin der kommunalpolitischen Vereinigung der niedersächsischen Grünen, KPVGrün, und Teil des Vorstands der kommunalpolitischen Bundesvereinigung der Grünen, BGKomm.

## Politische Positionen
Im November 2022 stimmte sie als eine von neun Abgeordneten in der Grünen-Bundestagsfraktion gegen die Änderung des Atomgesetzes, das den Weiterbetrieb um vier Monate verlängerte.